# Andrena scotoptera
Andrena scotoptera là một loài Hymenoptera trong họ Andrenidae. Loài này được Cockerell mô tả khoa học năm 1934.